# Iván Moreno y Fabianesi
Iván Diego Moreno y Fabianesi (Badajoz, España, 4 de junio de 1979) es un exfutbolista español nacionalizado argentino que jugaba como mediocampista en Huracán donde se retiró en 2015, su primer equipo fue Rosario Central. 
A pesar de haber nacido en España y ser hijo de padre español, vivió la mayor parte de su vida en Argentina y posee también la nacionalidad de dicho país. Se lo apodó "El Torero" por su forma de festejar los goles emulando dicha actividad característica de su país natal.
Fue el ayudante de campo y asistente principal de Juan Antonio Pizzi en Racing Club en el año 2021.
Actualmente es director deportivo del Club Atlético Colón de la Primera Nacional.

## Biografía
Su padre, Ignacio Moreno, también fue jugador de fútbol y se desempeñó durante 10 años en Albacete, Granada, Levante y Mérida todos de España. Su madre, María Rosa Fabianesi, es argentina, y juntos tuvieron a Daniela (nació en Valencia), Iván (nació en Badajoz) y Rodrigo (el único hijo nacido en Argentina, precisamente en San Nicolás).

## Trayectoria
Comenzó jugando en la Primera División Argentina en 1998 para Rosario Central pero, dados los problemas económicos del club, pronto fue vendido al Villarreal de su país natal en 2001. Jugó en el CD Onda, por aquel entonces filial del equipo amarillo, pero no llegó a disputar ningún partido con el primer equipo del Villarreal. Tras su paso por España se incorporó al Porto de Portugal, pero rescindió contrato luego de tan solo un mes.
En 2002 regresó a la Argentina para jugar en Banfield y tras un año allí pasó a Colón. En el club santafesino tuvo actuaciones muy destacadas e incluso fue el goleador del equipo en algunos campeonatos. Sin embargo, un conflicto con su pase lo obligó a dejar la institución para sumarse al Morelia mexicano en 2006. 
Luego de seis meses en México regresó una vez más a la Argentina en Vélez Sársfield. Tras problemas con su técnico en Vélez, Ricardo La Volpe, abandonó la institución y fue fichado por Estudiantes. En el club platense se desempeñó destacadamente, logrando obtener el cariño de los simpatizantes.[cita requerida] Allí peleó campeonatos locales y llegó a la final de la Copa Sudamericana en 2008. Formó parte del equipo que ganó el repechaje de la Copa Libertadores de América 2009 y que luego se consagró campeón, aunque para ese entonces Moreno y Fabianesi ya había dejado el club. 
Estuvo a punto de fichar por Boca Juniors, pedido por el entrenador Carlos Ischia, pero la dirigencia xeneize no le dio el visto bueno. En febrero de 2009 retornó al club en donde inició su carrera, Rosario Central, por seis meses. Luego regresó a Estudiantes donde el director técnico Alejandro Sabella no lo tuvo en cuenta, generando su préstamo a un club del fútbol griego, donde no jugó nunca. 
Más tarde regresó a la Argentina para formar parte del plantel de Colón en 2010. Tras casi cuatro temporadas en el "Sabalero", rescindió contrato tras una deuda de siete meses de sueldo que el club santafesino mantenía con el plantel. En enero de 2014 llegó como flamante refuerzo del Liverpool Fútbol Club para el Torneo Clausura uruguayo. Lamentablemente en ese equipo, y a pesar de ser la figura principal, descendió a Segunda División. 
En el mes de julio de 2014 firmó contrato por 18 meses con Club Atlético Huracán. Durante su paso por el quemero, logró ser una pieza fundamental para el ascenso a la Primera División de Argentina, la obtención en 2014 de la Copa Argentina y Supercopa Argentina. Además, logró llegar a la final de la Copa Sudamericana 2015, la primera en la historia del equipo. En 2015, y luego de que su vínculo finalizara, decidió retirarse del fútbol.
En enero de 2021 se sumó al cuerpo técnico de Juan Antonio Pizzi en Racing Club.

## Clubes

### Estadísticas
| Equipo                            | Temporada           | Liga     | Liga  | Copa Nacional | Copa Nacional | Copa Internacional | Copa Internacional | Total    | Total |
| Equipo                            | Temporada           | Partidos | Goles | Partidos      | Goles         | Partidos           | Goles              | Partidos | Goles |
| Rosario Central Argentina         | 1998/99             | 26       | 5     | -             | -             | 4                  | 0                  | 30       | 5     |
| Rosario Central Argentina         | 1999/00             | 32       | 4     | -             | -             | 2                  | 1                  | 34       | 5     |
| Rosario Central Argentina         | 2000/01             | 30       | 4     | -             | -             | 7                  | 1                  | 37       | 5     |
| Rosario Central Argentina         | 2009                | 18       | 5     | -             | -             | -                  | -                  | 18       | 5     |
| Rosario Central Argentina         | Promoción           | 2        | 0     | -             | -             | -                  | -                  | 2        | 0     |
| Rosario Central Argentina         | Total               | 108      | 18    | -             | -             | 13                 | 2                  | 129      | 20    |
| Villareal · España                | 2001/02             | 0        | 0     | 1             | 0             | -                  | -                  | 1        | 0     |
| Villareal · España                | Total               | 0        | 0     | 1             | 0             | -                  | -                  | 1        | 0     |
| Porto Portugal                    | 2002/03             | 1        | 0     | 3             | 0             | -                  | -                  | 4        | 0     |
| Porto Portugal                    | Total               | 1        | 0     | 3             | 0             | -                  | -                  | 4        | 0     |
| Banfield Argentina                | 2002/03             | 36       | 7     | -             | -             | -                  | -                  | 36       | 7     |
| Banfield Argentina                | Total               | 36       | 7     | -             | -             | -                  | -                  | 36       | 7     |
| Morelia · México                  | 2005/06             | 16       | 2     | 2             | 0             | -                  | -                  | 18       | 2     |
| Morelia · México                  | Total               | 16       | 2     | 2             | 0             | -                  | -                  | 18       | 2     |
| Vélez Sarsfield Argentina         | 2006/07             | 31       | 4     | -             | -             | 11                 | 1                  | 42       | 5     |
| Vélez Sarsfield Argentina         | Total               | 31       | 4     | -             | -             | 11                 | 1                  | 42       | 5     |
| Estudiantes de La Plata Argentina | 2007/08             | 33       | 5     | -             | -             | 8                  | 1                  | 41       | 6     |
| Estudiantes de La Plata Argentina | 2008                | 19       | 1     | -             | -             | 10                 | 0                  | 29       | 1     |
| Estudiantes de La Plata Argentina | Total               | 52       | 6     | -             | -             | 18                 | 1                  | 70       | 7     |
| Skoda Xanthi FC · Grecia          | 2009/10             | 8        | 0     | 1             | 0             | -                  | -                  | 9        | 0     |
| Skoda Xanthi FC · Grecia          | Total               | 8        | 0     | 1             | 0             | -                  | -                  | 9        | 0     |
| Colón Argentina                   | 2003/04             | 29       | 3     | -             | -             | 4                  | 0                  | 33       | 4     |
| Colón Argentina                   | 2004/05             | 36       | 4     | -             | -             | -                  | -                  | 36       | 4     |
| Colón Argentina                   | 2005/06             | 17       | 9     | -             | -             | -                  | -                  | 17       | 9     |
| Colón Argentina                   | 2009/10             | 16       | 0     | -             | -             | 2                  | 1                  | 18       | 1     |
| Colón Argentina                   | 2010/11             | 36       | 6     | -             | -             | -                  | -                  | 36       | 6     |
| Colón Argentina                   | 2011/12             | 32       | 7     | 1             | 0             | -                  | -                  | 33       | 7     |
| Colón Argentina                   | 2012/13             | 31       | 4     | 1             | 0             | 4                  | 1                  | 36       | 5     |
| Colón Argentina                   | 2013/14             | 8        | 0     | -             | -             | -                  | -                  | 8        | 0     |
| Colón Argentina                   | Total               | 205      | 33    | 2             | 0             | 10                 | 2                  | 217      | 35    |
| Liverpool · Uruguay               | 2013/14             | 12       | 2     | -             | -             | -                  | -                  | 12       | 2     |
| Liverpool · Uruguay               | Total               | 12       | 2     | -             | -             | -                  | -                  | 12       | 2     |
| Huracán Argentina                 | 2014                | 8        | 1     | -             | -             | -                  | -                  | 8        | 1     |
| Huracán Argentina                 | 2015                | 17       | 0     | 1             | 0             | 10                 | 0                  | 28       | 0     |
| Huracán Argentina                 | Total               | 25       | 1     | 1             | 0             | 10                 | 0                  | 37       | 1     |
| Total en su carrera               | Total en su carrera | 494      | 73    | 9             | 0             | 62                 | 6                  | 575      | 79    |

## Palmarés

### Torneos nacionales
| Título              | Club    | País      | Año  |
| ------------------- | ------- | --------- | ---- |
| Copa Argentina      | Huracán | Argentina | 2014 |
| Supercopa Argentina | Huracán | Argentina | 2014 |

### Torneos internacionales
| Título            | Club           | Sede           | Año  |
| ----------------- | -------------- | -------------- | ---- |
| Copa Libertadores | Estudiantes LP | Belo Horizonte | 2009 |

### Otros logros
- Subcampeón de la Copa Sudamericana 2008 con Estudiantes de La Plata
- Subcampeón de la Copa Sudamericana 2015 con Huracán